# Jimmy Rollins

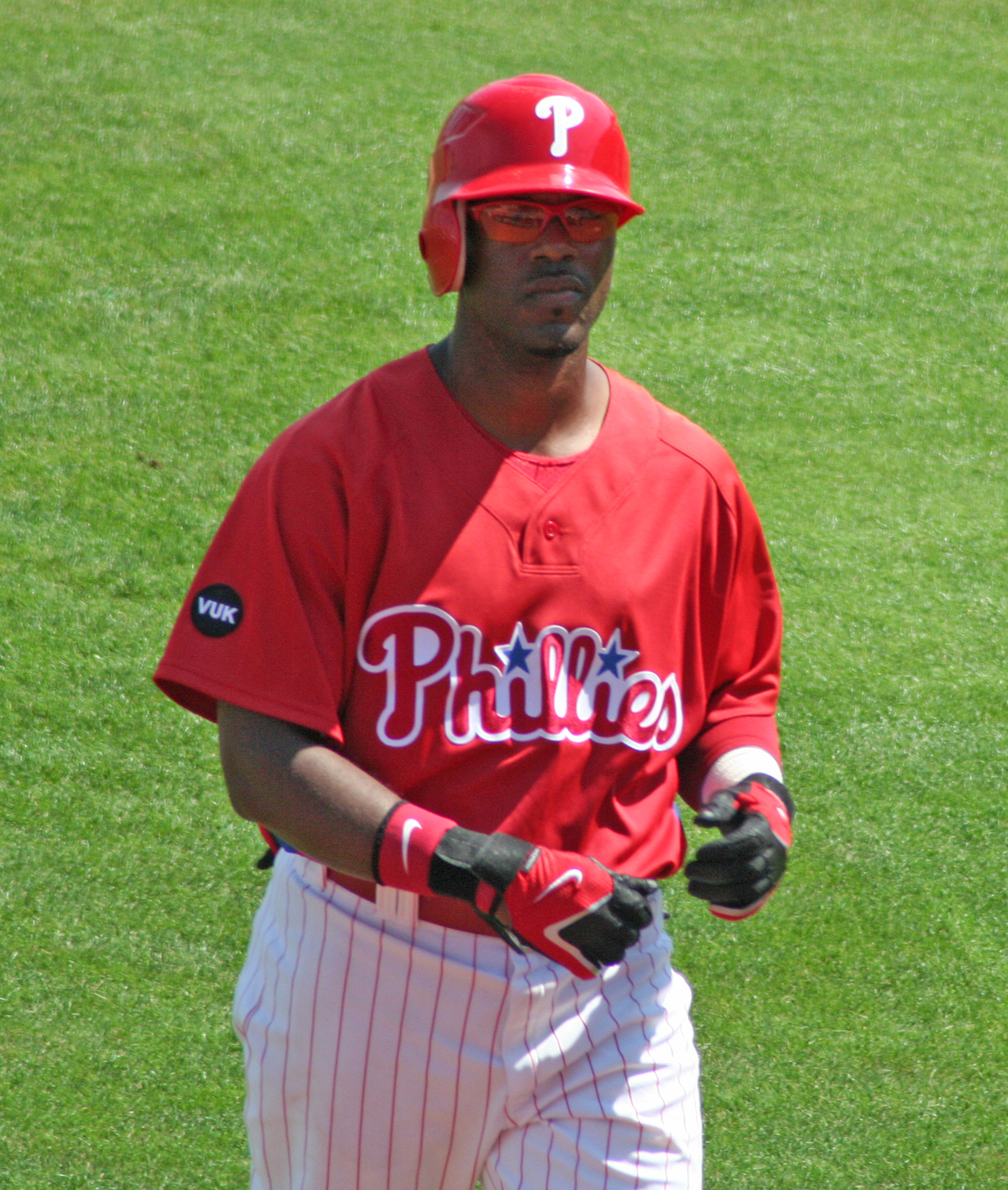

James Calvin "Jimmy" Rollins (27 de novembro de 1978) é um jogador profissional de beisebol estadunidense.

## Carreira
Jimmy Rollins foi campeão da World Series 2008 jogando pelo Philadelphia Phillies. Na série de partidas decisiva, sua equipe venceu o Tampa Bay Rays por 4 jogos a 1.